# Западна Сахара
Западна Сахара (на арабски: الصحراء الغربية) е територия, намираща се в Северозападна Африка, ограничена от международно признатите граници на Мароко на север, Алжир на североизток, Мавритания на изток и юг и Атлантическия океан на запад. По-голямата част от територията и населението ѝ са под контрола на Мароко и са организирани като марокански Южни провинции, а източните ѝ покрайнини по границите с Алжир и Мавритания представляват частично признатата държава Сахарска арабска демократична република, контролирана от иредентисткия Фронт Полисарио.

## География
Западна Сахара е разположена в северозападната част на Африка, край бреговете на Атлантическия океан. На север граничи с Мароко (дължина на границата – 443 km), на североизток – с Алжир (42 km), а на изток, югоизток и юг – с Мавритания (1050 km). Общата дължина на сухоземните граници е 1535 km. На запад и северозапад се мие от водите на Атлантическия океан (дължина на бреговата линия – 1260 km).
Територията на Западна Сахара се простира между 20°46′ и 27°40′ с.ш. и между 8°43′ и 17°06′ з.д. Крайните точки на страната са следните:
- крайна северна точка – 27°40′ с.ш., граница с Мароко. Дължината на границата по паралела е 443 km от 8°40′ до 13°10′ з.д.
- крайна южна точка – 20°46′13″ с. ш. 17°03′02″ з. д. / 20.770278° с. ш. 17.050556° з. д., граница с Мавритания, на брега на Атлантическия океан.
- крайна западна точка – 20°50′37″ с. ш. 17°06′17″ з. д. / 20.843611° с. ш. 17.104722° з. д., на брега на Атлантическия океан.
- крайна източна точка – 8°43′03″ з.д, граница с Алжир и Мавритания. Дължината на границата по меридиана е 185 km от 26°00′ до 27°40′ с.ш.

Релефът на страната е предимно равнинен, плосък на запад и леко хълмист на изток (платото Мавритански Адрар, с височина 300 – 350 m). Най-високите части (500 – 700 m) са на североизток (максималната височина е 823 m) и са част от крайните южни разклонения на Атласките планини. За приморската равнина са характерни огромното количество от крайбрежни дюни.
През 1963 г. в пустинята Сегиет ел Хамра са открити големи залежи на фосфорити, като най-голямото находище в района на Бу Краа е със запаси 1,4 – 1,7 млрд. т.
Климатът на страната е тропичен, пустинен. Средните месечни температури варират от 17 – 20°С през зимата до 25 – 30°С през лятото. Климатът в приморските райони е малко по-мек под влиянието на океана и преминаващото покрай брега студено Канарско течение. Годишната сума на валежите варира от 50 mm във вътрешността до 200 mm по крайбрежието. Дъждовете са много рядко явление и ако ги има, падат през октомври и ноември или от март до май.
В страната няма постоянно течащи реки. Само на север водите на уада (пресъхваща река) Ел Хамра от време на време достигат до океана. Преобладават ксерофитните храсти и треви, развити върху сивоземни, червено-кафяви и жълто-кафяви почви. Растителността е представена от палми, фигови дървета и акации и се среща само в редките оазиси и покрай долното течение на река Ел Хамра. Животинският свят е беден и се състои главно от влечуги и дребни гризачи. Крайбрежните води са богати на риба (главно сардина).

## Международен статут
Западна Сахара е в Списъка на неавтономните територии на ООН, което означава, че тя не е деколонизирана. Спори се дали тази територия е неразделна част от Кралство Мароко, или е управлявана от правителство на Сахарската арабска демократична република (САДР), основана от движението „Фронт Полисарио“.
Западна Сахара (или де факторе САДР) е призната от 82 държави, като 45 от тях са я признали, 13 са „замразили“ отношения до решението от бъдещ референдум и 22 са се отказали от дипломатически отношения с републиката. Кения, Южна Африка, Нигерия, Венецуела, Куба, Мексико, Танзания, Етиопия, Панама, Мозамбик, Алжир и Ангола имат посолства в страната.
- Страни, признали Западна Сахара:

Алжир, Ангола, Мозамбик, Гвинея-Бисау, Северна Корея, Руанда, Йемен, Панама, Танзания, Етиопия, Виетнам, Камбоджа, Лаос, Гренада, Гаяна, Ямайка, Уганда, Мексико, Лесото, Замбия, Куба, Иран, Сирия, Либия, Ботсвана, Зимбабве, Мали, Папуа Нова Гвинея, Мавриций, Венецуела, Суринам, Боливия, Еквадор, Мавритания, Перу, Нигерия, Белиз, Тринидад и Тобаго, Сейнт Китс и Невис, Антигуа и Барбуда, Барбадос, Намибия, Сейнт Винсент и Гренадини, Източен Тимор, Кения, Уругвай, Южна Африка.
- Страни, „замразили“ отношенията си със страната:

Мадагаскар, Бурунди, Гана, Доминиканска република, Никарагуа, Сиера Леоне, Коста Рика, Колумбия, Доминика, Хондурас, Парагвай.
- Страни, признали Западна Сахара, но не поддържащи отношения с нея:

Бенин, Того, Демократична Република Конго, Сао Томе и Принсипи, Екваториална Гвинея, Афганистан, Света Лусия, Есватини, Чад, Вануату, Тувалу, Кирибати, Соломонови острови, Буркина Фасо, Сърбия, Черна Гора (отказване от отношения през 2004, когато и двете страни били в съюзна република Сърбия и Черна Гора), Либерия, Индия, Албания, Салвадор, Малави.
- Страни, по-рано признали, а след това отказали се от признаването: Сейшелски острови, Кабо Верде.

Останали страни, включително и България, не са обсъждали или не са заявили да имат отношение по темата „Признаване на Западна Сахара“.
Западна Сахара е пълноправен член на Африканския съюз. Понастоящем тя се контролира предимно от Мароко.

### Днешно положение
Към 31 август, 2008 г. Западна Сахара е призната като държава от следните независими държави: Алжир, Ангола, Антигуа и Барбуда, Барбадос, Боливия, Ботсвана, Белиз, Бурунди, Вануату, Венецуела, Виетнам, Гренада, Гвиана, Гвинея-Бисау, Еквадор, Етиопия, Замбия, Зимбабве, Иран, Източен Тимор, Камбоджа, Кения, Куба, Лаос, Лесото, Либия, Мали, Мавритания, Мавриций, Мозамбик, Мексико, Намибия, Нигерия, Панама, Папуа Нова Гвинея, Руанда, Северна Корея, Сейнт Винсент и Гренадини, Сейнт Китс и Невис, Сирия, Суринам, Тринидад и Тобаго, Танзания, Уганда, Уругвай, Хаити, Южна Африка и Ямайка.

## История
Местният народ са т.нар. „сахарци“. Най-ранните заселници на днешните земи на Западна Сахара са земеделският народ бафори. По-късно те били заменени от народи, говорещи берберски език, които по-късно го смесили и приближили до арабския език. Приемането на исляма през VIII век изиграва важна роля в развитието на отношенията между народите в Сахара, а по-късно и между държавите в този регион – Мароко, Западна Сахара, Мавритания, Алжир и съседните им страни. Търговията започва да се развива и скоро през земите преминават цели кервани от Маракеш до Томбукту в Мали. През Средновековието народите от Сахарския регион са контролирали днешна Западна Сахара. Бедуините от племето бени хасан араб нахлуват и стигат западните части на Африка през XIV – XV век. Берберските племена възприемат хасано-арабската и смесената арабо-берберска култура.

### Испанска провинция
През първата половина на XX век след споразумение между европейските колониални сили на Берлинската конференция през 1884 г. при разделението на завладяна Африка Испания получава контрола над Западна Сахара и я прави свой протекторат при някои войни срещу местните племена. Деколонизацията се забавя заради политически и социален натиск от Испания, която по-късно започва бързо да освобождава своите колонии. След опити да не деколонизира Западна Сахара, Испания губи и започва бавно да се оттегля. В същото време Мароко и Мавритания започват да твърдят, че тогавашната Испанска Сахара е част от техните земи и им била несправедливо отнета при колонизацията. През 1975 г. ООН отхвърля твърденията и настоява за пълна свобода на страната. На 6 май същата година 350 хил. невъоръжени мароканци влизат в мароканския град Тарфая и чакат заповеди от крал Хасан Втори да нахлуят в Западна Сахара.

### Подялба на страната
Дни преди смъртта на Франциско Франко на 14 ноември 1975 г. Испания подписва таен договор с Мароко и Мавритания, тъй като се готвела да изостави колонията. Мароко взимал северните 2/3 от територията, а Мавритания – южната част. След 3 месеца Испания се отказва от колонията си, като дори испанските гробове били отворени и след ексхумиране испанските тела били отнесени. През 1979 г. под натиск от националистическата организация „Фронт Полисарио“ Мавритания се оттегля от Западна Сахара и Мароко завладява цялата територия на бившата колония. През 1991 г. спират враждебните действия между Мароко и местното население заради пристигането на мироопазваща мисия на ООН, известна като МИНУРСО.

### Опити за референдум
Опитите за референдум започват през 1992 година. Изборът е трябвало да бъде независимост или официално присъединяване към Мароко. Плановете обаче бързо се отложили. И до днес въпреки преговорите не е имало референдум. В сърцето на конфликта за него е фактът, че Мароко не иска да признае свободата на Западна Сахара и страната на „Фронт Полисарио“. И двете страни се обвиняват взаимно за забавянето на референдума. Според „Фронт Полисарио“ всеки жител на Западна Сахара трябва да има право да гласува, а според Мароко трябва да гласуват само хора от племето „сахарци“ (сахравите – Sahrawi).
Опитите на ООН да намери общо решение на въпроса, на което да са съгласни и двете страни, се провалят. По данни на ООН от 1999 г. 85 хил. души имат право да гласуват. Близо половината от тях са в контролираната от Мароко част, а другите са пръснати в Мавритания или в бежанските лагери. „Фронт Полисарио“ приема този лист, както и предишния от 1974 г., но Мароко отказва да признае и двата. Според делегацията на НАТО референдумът е щял да бъде спечелен от каузата за Сахарска арабска демократична република (САДР).

### „План Бейкър“
Документ на САЩ, известен като „Миротворния план на Бейкър“, е представен на ООН през 2000 г. Според него бившата испанска колония става или независима, или автономна. Има и възможност за официално присъединяване към Мароко. Според него всеки от Западна Сахара има право на глас. И двете страни в спора го отхвърлят, макар че планът се доближава до този на Мароко. Мароканският крал обявява, че референдумът е „закъснял“. През 2003 г. е изготвен втори план, наречен „Бейкър 2“, който е приет от „Фронт Полисарио“.

### Последно развитие
Днес „Бейкър 2“ е политически изоставен, а самият Бейкър е напуснал ООН през 2004 г. няколко месеца след провала в опитите за преговори с Мароко по плана. Новият крал на Мароко Мохамед VI отказва провеждането на какъвто и да е референдум и заключва: „Няма да дадем и инч от нашата ценна Сахара, нито една песъчинка“. Вместо това той предлага вътрешна автономия за страната в границите на Мароко. Повечето политици в Мароко са съгласни за провеждането на референдум.
ООН няма друг план за Западна Сахара след провала на този на Бейкър. През 2005 г. бившият секретар на ООН Кофи Анан съобщава за повишена военна дейност в земите на Западна Сахара и от двете страни – има демонстрации и протести, след като през февруари 2006 обяви, че има план за частична автономия, но той още не е обявен и до днес, а мароканското правителство обяснява, че изготвянето му не е толкова лесно.

## Политика
Тъй като страната не е с официален статут, тя се води като „неправителствена страна“ от ООН. Мароко е конституционна монархия и затова често този статут е приписван и на Западна Сахара. Правителството на Мароко дава големи субсидии за развитието на мароканските части от Западна Сахара, разделени на провинции.
САДР има само една политическа партия – „Фронт Полисарио“, но се очаква след освобождаването броят на партиите да нарасне. Офисът на партията се намира в бежанския лагер Тиндуф в Алжир. Тя е обявила частта на изток от мароканската част за „свободна зона“, патрулирана от единици на ООН.

### Западна Сахара и Косово
Западна Сахара е признала Република Косово, но е изказала възмущение, че най-новата страна в света бива призната от толкова много страни и получава толкова много медиен интерес, докато африканската полудържава вече повече от 15 години не е била призната от никоя държава (с изключение на 45-те) и почти не ѝ се обръща внимание.

## Човешки права
Заради конфликта в Западна Сахара човешките права на населението са нарушени. Голяма част от местното население на бившата испанска колония е изселено от страната и също така десетки хиляди мароканци са прогонени от Алжир. През годините на войната (1975 – 1991) и двете страни в конфликта се обвиняват взаимно в нарушаване на човешките права. Мароко обвинява „Фронт Полисарио“ в терористични действия срещу населението и кара САЩ, ЕС и ООН да приемат партията за терористична организация, което така и не става. Полисарио осъждат Мароко за насилие над сахарците (местното население на Западна Сахара) от страна на мароканската монархия. Точно тази монархия обвинява и Алжир заради подкрепата му на Западна Сахара.
Много международни организации по човешките права осъждат действията на Мароко за действията му в „разкъсаната република“. Една от тях е „Репортери без граници“ (Reporters without borders). „Фронт Полисарио“ е критикуван от Френската организация France Libertes.

## Административно деление
Западна Сахара се счита за територия на Мароко. Официалното име, с което неговото правителство нарича страната, е Южната провинция. Тя е разделена на 2 части – Рио де Оро и Сагуиа ал-Хамра. „Свободната зона“, която се счита за територия на САДР, се патрулира от войски на ООН и на Мароко.
Конгресът на Полисарио и Сахарският национален комитет провеждат събранията си в „Свободнта зона“. По време на честванията за 30-годишнината от създаването на САДР са пратени сили на ООН в случай на сблъсъци. Ежедневните демонстрации при Мароканската стена (разделяща САДР от мароканската Западна Сахара) са предимно от испанци, италианци и други европейски народи под наблюдението на ООН.

## Икономика
Освен фосфатите и рибната фауна Западна Сахара не разполага с почти никакви ресурси. Бизнесът се контролира изцяло от Мароко, а храните се внасят. Има предположения, че по крайбрежието има огромни залежи от природен газ и нефт и някои предполагат, че точно това е причината Мароко да не иска да „освободи“ страната.

## Население
Западна Сахара е една от най-рядко населените територии в света, състояща се главно от пустинни равнини. Най-големият град е Ел Аюн и в него живее преобладаващата част от населението на територията. Сахравите са главното и коренно население на Западна Сахара. Има и много номадски бедуини и моури. Населението към 2004 е 267 000 души, от които 160 000 са от мароканската армия, живеещи тук, за да пазят стабилността в републиката. Правителството на Мароко праща много хора в Западна Сахара – така наречената „мароканизация“. По данни от 2000 година населението на Западна Сахара нараства с 2,29% всяка година. На 1000 души има по 16,11 смъртни случая, докато ражданията са 45,07 на хиляда. Главни говорими езици са арабският, местни езици и испански.

### Градове в Западна Сахара
| Име                         | Име                 | Население        | Население        |
| Превод                      | Арабски             | 1994 преброяване | 2004 преброяване |
| --------------------------- | ------------------- | ---------------- | ---------------- |
| Ел Аюн (Laâyoune)           | на арабски: العيون  | 136,950          | 183,691          |
| Дахла                       | на арабски: الداخلة | 29 831           | 58 104           |
| Смара (Семара)              | на арабски: السمارة | 28 750           | 40 347           |
| Кейп Божадор (Кабо Божадур) | на арабски: بو جدور | 15 167           | 36 843           |
| Ел Марса                    | на арабски: المرسى  | 4334             | 10 229           |
| Хауза                       |                     | 2940             | 8769             |
| Ал Махбас                   |                     | 1193             | 7331             |
| Гуелта Земур                |                     | 4716             | 6740             |
| Бир Анзаране                |                     | 867              | 6597             |
| Тичла                       |                     | 290              | 6036             |
| Аусерд                      |                     | 672              | 5832             |
| Ел Ааргуб                   |                     | 1374             | 5345             |
| Лагуира                     |                     | 509              | 3726             |
| Бу Граа                     |                     | Няма данни       | 2519             |
| Лемсеид                     |                     | Няма данни       | Няма данни       |

### Комуникации в Западна Сахара
Телефонни постове – около 2000 (данни от 1999 г.)
Мобилни телефони – 0 (данни от 1999 г.)
Радио приемници – около 60000 (данни от 2000 г.)
Телевизионни приемници – около 6000 (данни от 1997 г.)

## Култура
Културата в Западна Сахара е наистина разнообразна – всяко племе си има собствени обичаи и традиции, но като цяло страната е „приела“ мароканските традиции и затова част от населението изповядва исляма. През последните години се наблюдават големи инвестиции към страната от мароканска страна за развитие на културата, голяма част от тях отиват в Ел Аюн за модернизация и инфраструктурни проекти.